# Emma Abbott

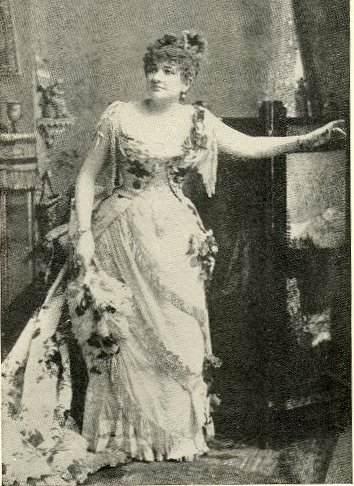
Emma Abbott

Emma Abbott (* 9. Dezember 1850 in Chicago, Illinois; † 5. Januar 1891 in Salt Lake City) war eine US-amerikanische Opernsängerin mit Stimmlage Sopran.

## Leben
Emma Abbott entstammte einer armen, ursprünglich in Neuengland siedelnden Musikerfamilie. Ihr Großvater väterlicherseits, Dyer Abbott, war Gasthausbesitzer und Leiter eines Kirchenchors in Boscawen in New Hampshire. Ihre Eltern, der Gesangslehrer und Violinist Seth Abbott und seine Ehefrau Almira Palmer, lebten in verschiedenen Städten von Illinois, so in Chicago, wo Emma, die auch mehrere Geschwister hatte, geboren wurde. 1854 ließ sich Emmas Familie in Peoria nieder, wo ihr Vater aber nur wenige Musikstudenten gewinnen konnte.
Seth Abbott förderte bereits das Gesangstalent seiner Tochter Emma, als diese noch ein Kind war. Ihren ersten Auftritt als Sängerin und Gitarrenspielerin gab das Mädchen als Neunjährige in Peoria. Sie leistete fortan durch gemeinsam mit ihrem Vater und ihrem ebenfalls musikalischen Bruder George veranstaltete lokale Konzerte einen Beitrag zur Linderung der finanziellen Schwierigkeiten ihrer Familie. 1866 tourte Emma mit der Lombard Concert Company durch mehrere US-Bundesstaaten und absolvierte nach Auflösung dieser Gruppe Auftritte in Hotels, u. a. in New York.
Mit einer von ihr 1867 in Toledo (Ohio) gegebenen musikalischen Darbietung faszinierte Emma Abbott die bekannte Sängerin Clara Louise Kellogg, woraufhin sie mit deren Unterstützung 1870 Unterricht beim aus Italien stammenden Opernsänger Achille Errani in New York erhalten konnte. In dieser Stadt gab sie am 12. Dezember 1871 ihr Konzertdebüt. Zur Vorbereitung auf eine Opernkarriere ging sie 1872 nach Europa und wurde dort in Mailand Schülerin des berühmten Gesanglehrers Antonio Sangiovanni, danach in Paris Schülerin der deutschen Mezzosopranistin Mathilde Marchesi, des französischen Tenors Pierre-François Wartel und des italienischen Baritons Enrico Delle Sedie.
Eine kinderlos verlaufende Ehe ging Abbott – die ihren Taufnamen trotzdem beibehielt – insgeheim 1875 mit dem New Yorker Apotheker Eugene Wetherell ein. Ihren ersten Opernauftritt hatte sie am 2. Mai 1876 im Royal Opera House Covent Garden in London als Marie in Gaetano Donizettis La fille du régiment. Im Herbst 1876 kehrte sie mit ihrem Gatten in die USA zurück, wo sie nun zeitlebens blieb. Hier in ihrem Heimatland machte sie ihr Operndebüt am 23. Februar 1877 in New York, wobei sie wie in London die Partie der Marie in La fille du régiment sang. 1878 gründete sie die Emma Abbott English Opera Company und tourte mit dieser bis zu ihrem frühzeitigen Lebensende durch die Vereinigten Staaten, wo sie zu ihrer Zeit sehr bekannt wurde. Als Manager der Operntruppe kümmerte sich ihr Gemahl vor allem um die geschäftlichen Belange, während sie selbst künstlerische Leiterin war und in dieser Funktion etwa kostspielige Kostüme von bedeutenden französischen Modeschöpfern bestellte sowie Dirigenten auswählte.
Als Primadonna ihrer Gesellschaft trat Abbott in aufwändig inszenierten Opern auf, so u. a. als Juliette in Roméo et Juliette von Charles Gounod, ferner als Marguerite im Faust des gleichen französischen Komponisten, in der Titelrolle der romantisch-komischen Oper Martha des deutschen Komponisten Friedrich von Flotow sowie als Virginia in Paul et Virginie von Victor Massé. Anfänglich geübte frömmelnde Zurückhaltung bei ihren Vorstellungen legte sie später teilweise ab. So war ihr leidenschaftlicher „Abbott kiss“ berühmt und sie sang auch die Violetta in La traviata von Giuseppe Verdi – eine Rolle, die sie während ihres Aufenthalts in Europa wegen der angeblichen Unmoral der Oper nicht hatte spielen wollen –, nunmehr freilich in einer an die sittlichen Maßstäbe ihres Publikums angepassteren Form.
Viele Musikkritiker nahmen daran Anstoß, dass Abbott, die eine reine Sopranstimme von großer Flexibilität und beträchtlichem Umfang hatte, häufig Opern in verkürzter Länge aufführte, deren Partituren willkürlich abwandelte und beliebte Lieder wie etwa Nearer, My God, to Thee in der Version von Lowell Mason in sie einlegte. Ferner ließ sie französische und italienische Opern stets in englischer Übersetzung vortragen. Trotz der ablehnenden Haltung der Musikkritiker blieb Abbott mit ihrem gewinnenden Wesen beim einfacheren amerikanischen Publikum en vogue, wurde mit einem Vermögen von etwa einer knappen Million Dollar recht wohlhabend und trug wesentlich zur volkstümlichen Popularisierung englischsprachiger Opernaufführungen in den Vereinigten Staaten bei.
1889 wurde Emma Abbott Witwe und übernahm die Agenden ihres verschiedenen Gatten. Während einer Operntournee zog sie sich im Dezember 1890 in einem ungeheizten Umkleideraum in Ogden (Utah) eine Erkältung zu, die zu einer Lungenentzündung führte, an der sie Anfang 1891 in Salt Lake City unerwartet im Alter von nur 40 Jahren starb. Ihre Urne wurde auf dem Oak Grove Cemetery in Gloucester (Massachusetts) beigesetzt. Ihr Vermögen hinterließ sie u. a. Findelhäusern und mehreren Kirchen. Eine Biografie verfasste ihre enge Freundin Sadie E. Martin (The Life and Professional Career of Emma Abbott, 1891).